# والتر توماس جونیور
والتر توماس جونیور مدافع اهل برزیل است که در شهر سائوپائولو و در تاریخ ۲۵ ژوئیهٔ ۱۹۷۸ به دنیا آمده‌است.
والتر توماس جونیور در تیم‌های فوتبال Örgryte IS سابقهٔ حضور دارد.